# 나가사키반도

나가사키반도의 실질적인 위치. SRTM을 통해 사용됨.

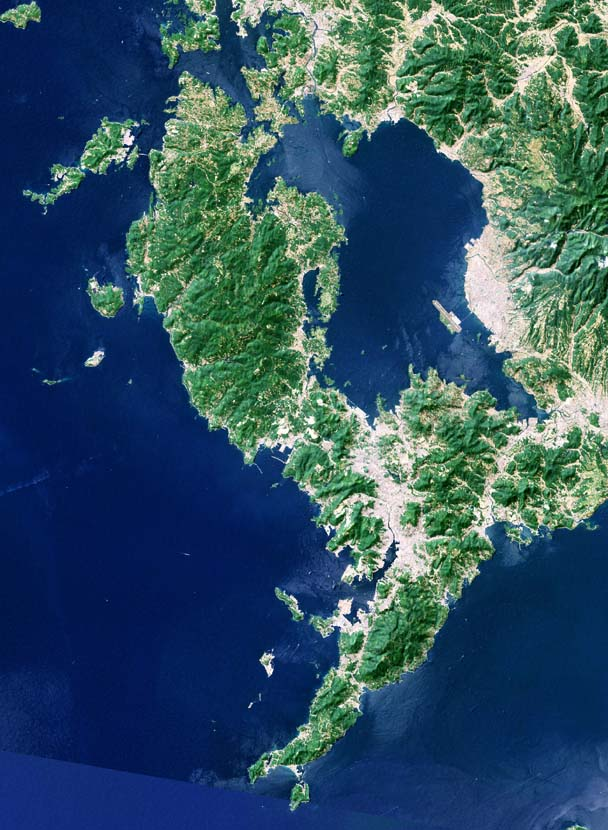
나가사키반도(아래)와 니시소노기반도(위)의 랜드샛 사진. 역시 마찬가지로 SRTM 방식으로 사용됨.

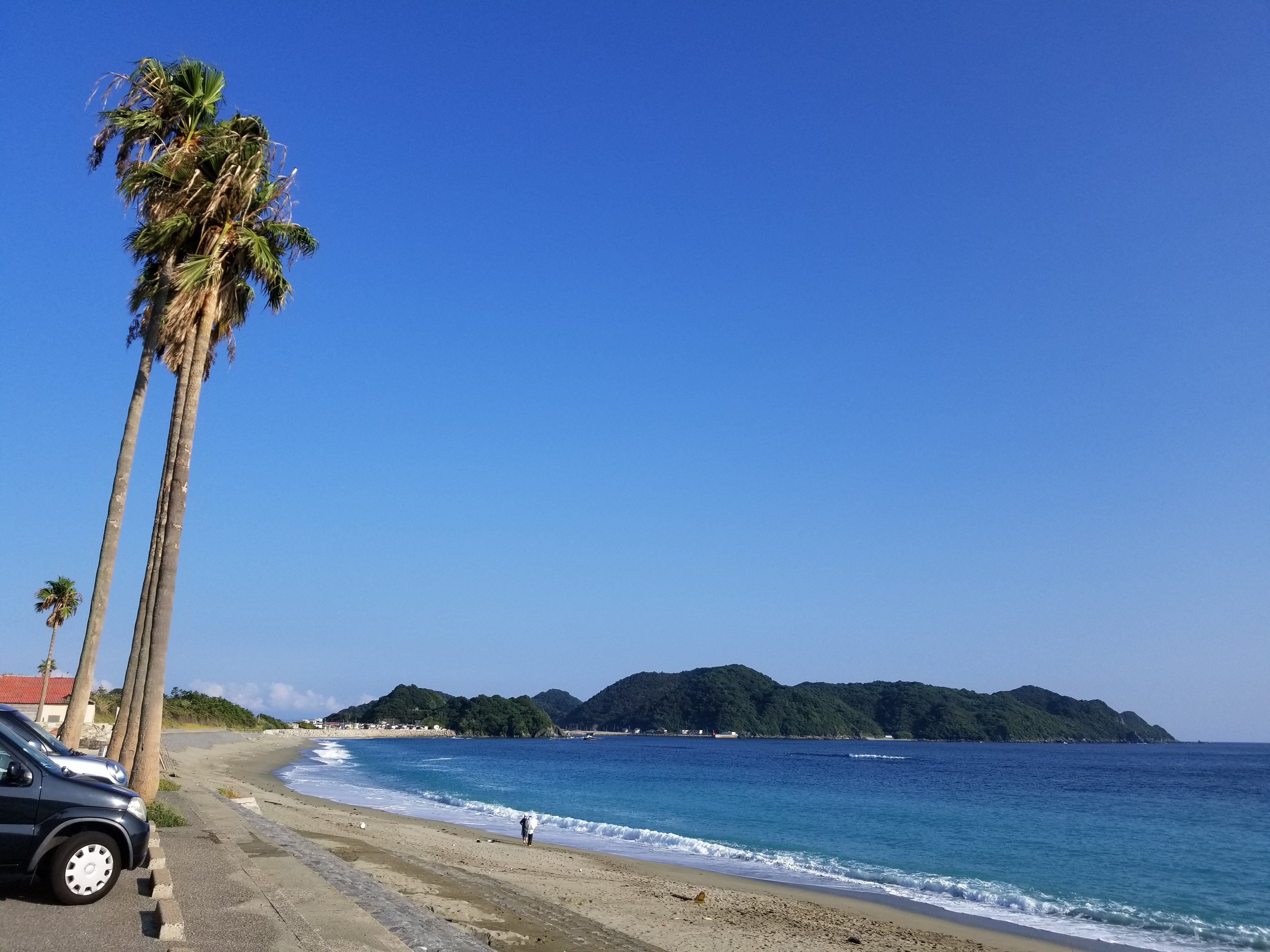
반도 남부에 위치하고 있는 와키미사키 해수욕장 전경.

나가사키반도(長崎半島 나가사키한토우[*])는 일본 규슈의 북서부이자 나가사키현 역내에 위치하고 있는 반도이다. 그러나 이 반도는 노모반도(野母半島)라고 표현되며, 반도 전체가 나가사키시 일대에 예속된다.

## 같이 보기
- 일본의 국립공원